# Christophe Didier
Christophe Didier (Bur, 4 de febrer de 1915 - Estrasburg, França, 24 de juliol de 1978) va ser un ciclista luxemburguès que fou professional entre 1938 i 1943. Durant la seva carrera professional aconseguí 13 victòries, entre les quals destaca la Volta a Catalunya de 1940.

## Palmarès
- 1935
  -  Campió de Luxemburg amateur
- 1938
  -  Campió de Luxemburg amateur
- 1940
  -  1r de la Volta a Catalunya i vencedor d'una etapa
- 1941
  - 1r de la Volta a Luxemburg
  - 1r del Gran Premi de Chemnitz
  - 1r a Esch-sur-Alzette
- 1942
  - 1r del Circuit de Luxemburg
  - Vencedor d'una etapa a la Volta a Westmark
  - Vencedor d'una prova de persecució
- 1943
  - 1r del Tour del Cantó d'Esch-sur-Alzette
  - 1r del Gran Premi d'Hollerich
  - 1r del Gran Premi de Dippach
  - 1r a Wiltz
  - 1r d'una prova americana

### Resultats al Tour de França
- 1938. Abandona (11a etapa)
- 1939. 18è de la classificació general

### Resultats al Giro d'Itàlia
- 1940. 18è de la classificació general